# سيسيل هيرنانديز
سيسيل هيرنانديز (بالفرنسية: Cécile Hernandez-Cervellon)‏ هي متزلجة فرنسية، ولدت في 20 يونيو 1974 في بيربينيا في فرنسا.

## روابط خارجية
- سيسيل هيرنانديز على موقع Paralympic.org (الإنجليزية)
- سيسيل هيرنانديز على موقع IPC.InfostradaSports.com (مؤرشف) (الإنجليزية)
- سيسيل هيرنانديز على موقع اللجنة البارالمبية الفرنسية (الفرنسية)